# アカヒメジ
アカヒメジ（赤比売知、学名:Mulloidichthys vanicolensis）はインド洋と太平洋に固有の、ヒメジ科に属する海水魚である。

## 形態と生態

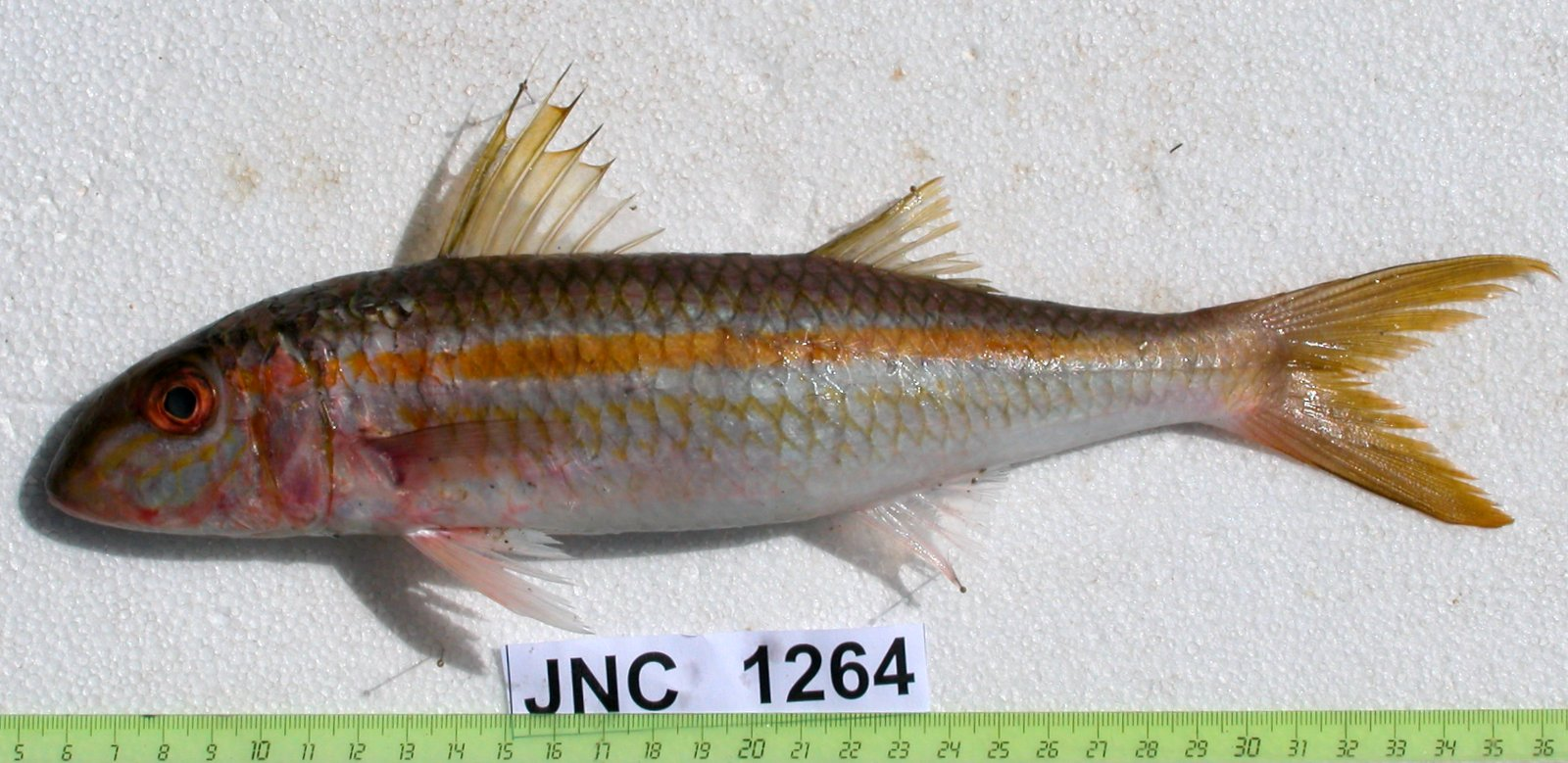
ニューカレドニアの市場で売られていたアカヒメジ

アカヒメジは最大で体長38cmになる。背は赤みを帯びた橙色で、腹部は白色、鰭は黄色である。体の側面には一本の黄色の縞が入る。死亡後は和名の通り体色は赤色となる。
本種は夜間に甲殻類などを捕食する。昼には群れでサンゴ礁の外縁部に浮いて静止していることが多い。

## 分布
本種は紅海からハワイ、トゥアモトゥ諸島、北は日本、南はオーストラリアのロード・ハウ島までインド太平洋に広く分布する。日本では和歌山県沖などの南日本や琉球列島でみられる。本種は水深1mから113mまでのサンゴ礁や、海藻の茂る岩礁でよくみられる。

## 寄生虫
Volsellituba属とPennulituba属の合わせて5種の単生綱の寄生虫がニューカレドニア沖で捕獲された本種の鰓から発見されている。これらは全て新種として報告され、現在のところアカヒメジ以外からは見つかっていない。そのほか本種の腸からは二生亜綱の寄生虫Homalometron moraveciが見つかっている。